# Álvaro Barba
Álvaro Barba López (ur. 17 lutego 1984 w Sewilli) – hiszpański kierowca wyścigowy.

## Kariera

### Początki
Álvaro Barba López rozpoczął karierę w wyścigach samochodowych w 2002 roku, od startów w Hiszpańskiej Formule Junior 1600. Tam też wygrał pierwsze trzy wyścigi w swojej karierze. Z dorobkiem 134 punktów uplasował się na 2 miejscu w klasyfikacji generalnej. Rok później w World Series Light dwukrotnie stawał na podium. Był na 10 miejscu w klasyfikacji.

### Formuła 3
W 2003 roku Hiszpan pojawił się na starcie Hiszpańskiej Formuły 3. W pierwszym sezonie startów raz stanął na podium i ostatecznie był dwunasty. Rok później w tej samej serii stawał na podium już dwukrotnie. Z dorobkiem 31 ukończył sezon na 8 pozycji w klasyfikacji kierowców. W edycji zimowej był trzeci w klasyfikacji. W tym samym sezonie stawał również na podium Włoskiej Formuły 3. W sezonie 2005 w edycji hiszpańskiej zwyciężał już trzykrotnie. Dodatkowo sześć miejsc na podium pozwoliło mu uzbierać 81 punktów. Dało mu to 5 pozycję w klasyfikacji generalnej. 

### Formuła Renault 3.5
W 2006 roku Álvaro rozpoczął starty w prestiżowej Formule Renault 3.5. W pierwszym sezonie startów zdobył dziewięć punktów. Rok później stawał już dwukrotnie na podium, z czego raz zwyciężał. Uzbierane 64 punkty pozwoliły mu zająć ósmą lokatę w klasyfikacji końcowej kierowców. W sezonie 2008 stawał aż czterokrotnie na podium, jednak ani raz nie zwyciężał. Dlatego też spisał się nieco gorzej - był 10.

### International GT Open
Od sezonu 2008 Hiszpan startuje w Otwartej Międzynarodowej serii samochodów GT (ang. International GT Open). Gdy w pierwszym sezonie startów wystartował jedynie gościnnie, już w 2010 roku zdobywał tytuły mistrzowskie zarówno w głównej edycji, jak i w klasie Super GT. Lata 2011-2012 były już nieco gorsze. W sezonie 2011 był dwunasty w klasyfikacji generalnej, a rok później wrócił już na najniższy stopień podium klasyfikacji.

## Statystyki
| Sezon | Seria                                | Zespół                     | Wyścigi | Zwycięstwa | PP | NO | Podium | Punkty | Pozycja |
| ----- | ------------------------------------ | -------------------------- | ------- | ---------- | -- | -- | ------ | ------ | ------- |
| 2002  | Hiszpańska Formuła Junior 1600       | Escuela Lois               | 12      | 3          | 1  | 0  | 9      | 134    | 2       |
| 2003  | World Series Light                   | Escuela Lois Circuit       | 15      | 0          | 0  | 2  | 2      | 63     | 10      |
| 2003  | Hiszpańska Formuła 3                 | Meycom Sport               | 11      | 0          | 0  | 0  | 1      | 68     | 12      |
| 2004  | Hiszpańska Formuła 3                 | Adrian Campos Motorsport   | 14      | 0          | 0  | 0  | 2      | 31     | 8       |
| 2004  | Hiszpańska Formuła 3 (edycja zimowa) | Adrian Campos Motorsport   | 2       | 0          |    |    | 1      |        | 3       |
| 2004  | Włoska Formuła 3                     | Team Ghinzani              | 2       | 0          | 0  | 0  | 1      | 12     | 15      |
| 2005  | Hiszpańska Formuła 3                 | Campos Racing              | 15      | 3          | 2  | 2  | 6      | 81     | 5       |
| 2005  | Masters of Formula 3                 | Hitech Racing              | 1       | 0          | 0  | 0  | 0      | N/A    | 24      |
| 2006  | Formuła Renault 3.5                  | Jenzer Motorsport          | 17      | 0          | 0  | 0  | 0      | 9      | 26      |
| 2007  | Formuła Renault 3.5                  | International Draco Racing | 17      | 1          | 0  | 4  | 2      | 64     | 8       |
| 2008  | Formuła Renault 3.5                  | Prema Powerteam            | 17      | 0          | 0  | 1  | 4      | 58     | 10      |
| 2008  | International GT Open GTA            | MC Competicion             | 2       | 0          | 0  | 0  | 0      | 0      | NS      |
| 2008  | Bomboogie GT Challenge               | Advanced Engineering       | 1       | 0          | 0  | 0  | 0      | N/A    | NS      |
| 2009  | FIA GT - GT2                         | AF Corse                   | 8       | 1          | 1  |    | 3      | 34     | 5       |
| 2010  | International GT Open                | AF Corse                   | 16      | 4          | 4  | 2  | 9      | 198    | 1       |
| 2010  | International GT Open - Super GT     | AF Corse                   | 16      | 4          | 4  | 2  | 9      | 90     | 1       |
| 2010  | Le Mans Series - LMGT2               | AF Corse                   | 1       | 0          | 1  | 0  | 0      | 9      | 21      |
| 2010  | Spanish GT Championship              |                            |         |            |    |    |        | 1      | 44      |
| 2011  | International GT Open                | Autorlando Sport           | 16      | 2          | 1  | 1  | 6      | 118    | 12      |
| 2011  | International GT Open - Super GT     | Autorlando Sport           | 16      | 2          | 1  | 2  | 6      | 47     | 11      |
| 2011  | Mégane Trophy Eurocup                | Equipe Verschuur           | 2       | 0          | 0  | 0  | 1      | 0      | NS†     |
| 2012  | International GT Open                | Villois Racing             | 15      | 4          | 3  | 0  | 6      | 179    | 3       |
| 2012  | International GT Open - Super GT     | Villois Racing             | 15      | 4          | 3  | 0  | 7      | 76     | 3       |
| 2013  | International GT Open - GTS          | Ombra                      | 8       | 1          | 0  | 0  | 1      | 14     | 22      |
| 2014  | International GT Open - GTS          | Ombra Racing               | 4       | 1          | 0  | 1  | 2      | 18     | 14      |
| 2014  | International GT Open - Super GT     | Drivex School              | 2       | 0          | 0  | 0  | 0      | 7      | 12      |
| 2014  | Italian GT Championship - GT3        | Ombra Racing               | 2       | 0          | 0  | 0  | 0      | 0      | NS      |

## Wyniki w Formule Renault 3.5
| Legenda oznaczeń w tabelach wyników Wyświetl szablon na nowej stronie | Legenda oznaczeń w tabelach wyników Wyświetl szablon na nowej stronie                                                                     |
| Oznaczenie                                                            | Wyjaśnienie |
| --------------------------------------------------------------------- | --- |
| Złoty                                                                 | Zwycięzca lub mistrzostwo |
| Srebrny                                                               | 2. miejsce lub wicemistrzostwo |
| Brązowy                                                               | 3. miejsce lub II wicemistrzostwo |
| Zielony                                                               | Ukończył, punktował (w klasyfikacji generalnej, gdy zdobył co najmniej jeden punkt na przestrzeni sezonu, poza trzema powyższymi opcjami) |
| Niebieski                                                             | Ukończył, nie punktował (w klasyfikacji generalnej, gdy nie zdobył co najmniej jednego punktu na przestrzeni sezonu)                      |
| Czerwony                                                              | Nie zakwalifikował się (NZ) |
| Czerwony                                                              | Nie prekwalifikował się (NPK) |
| Różowy                                                                | Nie ukończył (NU) |
| Różowy                                                                | Niesklasyfikowany (NS) (w klasyfikacji generalnej, gdy nie został sklasyfikowany w żadnym wyścigu sezonu)                                 |
| Czarny                                                                | Zdyskwalifikowany (DK) |
| Czarny                                                                | Wykluczony (WYK/EX) |
| Biały                                                                 | Nie wystartował (NW) |
| Biały                                                                 | Kontuzjowany (K/INJ) |
| Biały                                                                 | Wyścig odwołany (OD/C) |
| Bez koloru                                                            | Został wycofany (WYC/WD) |
| Bez koloru                                                            | Nie przybył (NP/DNA) |
| Bez koloru                                                            | Nie brał udziału w treningach (NT/DNP) |
| Bez koloru                                                            | Nie został zgłoszony (–) |
| Pogrubienie                                                           | Start z pole position |
| Kursywa                                                               | Najszybsze okrążenie wyścigu |
| †                                                                     | Nie ukończył, ale jego rezultat został zaliczony ze względu na przejechanie więcej niż 90% dystansu wyścigu.                              |
| *                                                                     | Sezon w trakcie |
| 1/2/3                                                                 | Punktowana pozycja w sprincie kwalifikacyjnym                                                                                             |
| Lista systemów punktacji Formuły 1                                    | |

| Rok  | Zespół                    | Wyniki w poszczególnych eliminacjach | Wyniki w poszczególnych eliminacjach | Wyniki w poszczególnych eliminacjach | Wyniki w poszczególnych eliminacjach | Wyniki w poszczególnych eliminacjach | Wyniki w poszczególnych eliminacjach | Wyniki w poszczególnych eliminacjach | Wyniki w poszczególnych eliminacjach | Wyniki w poszczególnych eliminacjach | Wyniki w poszczególnych eliminacjach | Wyniki w poszczególnych eliminacjach | Wyniki w poszczególnych eliminacjach | Wyniki w poszczególnych eliminacjach | Wyniki w poszczególnych eliminacjach | Wyniki w poszczególnych eliminacjach | Wyniki w poszczególnych eliminacjach | Wyniki w poszczególnych eliminacjach | Punkty | Pozycja |
| ---- | ------------------------- | ------------------------------------ | ------------------------------------ | ------------------------------------ | ------------------------------------ | ------------------------------------ | ------------------------------------ | ------------------------------------ | ------------------------------------ | ------------------------------------ | ------------------------------------ | ------------------------------------ | ------------------------------------ | ------------------------------------ | ------------------------------------ | ------------------------------------ | ------------------------------------ | ------------------------------------ | ------ | ------- |
| 2006 | Jenzer Motorsport         | ZOL                                  | ZOL                                  | MON                                  | TUR                                  | TUR                                  | ITA                                  | ITA                                  | SFR                                  | SFR                                  | DEU                                  | DEU                                  | GBR                                  | GBR                                  | FRA                                  | FRA                                  | ESP                                  | ESP                                  | 9      | 26      |
| 2006 | Jenzer Motorsport         | NU                                   | 7                                    | NU                                   | 22                                   | NU                                   | NU                                   | 13                                   | 6                                    | 12                                   | NU                                   | 14                                   | 22                                   | 23                                   | 15                                   | NU                                   | NU                                   | 15                                   | 9      | 26      |
| 2007 | International DracoRacing | ITA                                  | ITA                                  | DEU                                  | DEU                                  | MON                                  | HUN                                  | HUN                                  | BEL                                  | BEL                                  | GBR                                  | GBR                                  | FRA                                  | FRA                                  | PRT                                  | PRT                                  | ESP                                  | ESP                                  | 64     | 9       |
| 2007 | International DracoRacing | NU                                   | NU                                   | 4                                    | 5                                    | 19                                   | NU                                   | NU                                   | NU                                   | 17                                   | 1                                    | NU                                   | 12                                   | 11                                   | 3                                    | 6                                    | 18                                   | NU                                   | 64     | 9       |
| 2008 | Prema Powerteam           | ITA                                  | ITA                                  | BEL                                  | BEL                                  | MON                                  | GBR                                  | GBR                                  | HUN                                  | HUN                                  | DEU                                  | DEU                                  | FRA                                  | FRA                                  | PRT                                  | PRT                                  | ESP                                  | ESP                                  | 58     | 10      |
| 2008 | Prema Powerteam           | NU                                   | 2                                    | NW                                   | 10                                   | 14                                   | 3                                    | 8                                    | NU                                   | 5                                    | NU                                   | 3                                    | NU                                   | 12                                   | 2                                    | NU                                   | 6                                    | NU                                   | 58     | 10      |